# Михеев, Олег Васильевич
Олег Васильевич Михеев (род. 1959, Магадан) — российский и британский фотограф.

## Биография
Родился в Магадане, окончил Свердловский архитектурный институт по специальности «дизайн».
С 1977 года занимался преимущественно черно-белой, абстрактной фотографией . В 1987 году работал дизайнером-колористом на Волжском Автомобильном заводе в Тольятти, затем ведущим дизайнером в студии «Дизайн-сервис». В середине 1990-х годов переехал в Великобританию. Окончил Королевский колледж искусств в Лондоне и получил звание магистра искусств (RCA, отделение фотографии).
В Великобритании работал в сфере создания художественной, рекламной, модной фотографии и сотрудничал с изданиями Vogue, Elle, L’Officiel, Pure, Graphics International, Playboy, Jalouse, Professional Photographer, SkinTwo, Contemporary Art, The Face. Михеев также оформлял альбомы для российских музыкантов группы Мумий Тролль и исполнительницы Мары.
Проводит мастер-классы, преподает в различных университетах, среди которых Central Saint Martin’s и London College of Fashion.

## Выставки
- Kik-in-de-Kek Tower (Таллинн, 1991)[3];
- галерея Fotografie (Гамбург, 1992/93)[3];
- Virgin Atlantic Art Exhibition (1995/96)[3];
- Королевская Академия Искусств (Лондон, 1995/96)[3];
- IDEA-2001 (International Digital Exhibition and Awards, 2001)[3];
- галерея Д137 (Санкт-Петербург, 2002)[3]
- Sieh! Mal!!, галерея Monika Mohr, (Гамбурге, 2013)[4].

## Награды
- «British Portrait Photographer of the Year 2001» (BIPP and Professional Photographer magazine)[1][3][5];
- «Fashion Collective 2002» (Fujifilm and British Journal of Photography)[1][5];
- «Commercial Break 2000» (Professional Photographer Magazine and FUJI Professional Award)[3][5].